# Nuculana navisa
Nuculana navisa är en musselart som först beskrevs av Dall 1916.  Nuculana navisa ingår i släktet Nuculana och familjen tandmusslor. Inga underarter finns listade i Catalogue of Life.